# Thrasher (Neil Young)
Thrasher is een lied dat werd geschreven door Neil Young. Samen met Crazy Horse bracht hij het in 1979 uit op zijn album Rust never sleeps. Het is een kritisch nummer over zijn periode in Crosby, Stills, Nash & Young.

## Inhoud
Op het eerste gezicht lijkt de tekst te handelen over een jonge reiziger die over een open terrein kijkt en het verlies van onschuld betreurt. Daaronder schuilt, aldus Andy Fyfe van Mojo Magazine, een wereld van metaforen en allegorieën die te ontcijferen zijn met een basale kennis van de excessen in de supergroep waarvan hij deel had uitgemaakt. Young rekent in het nummer namelijk af met het verleden toen hij in Crosby, Stills, Nash & Young speelde. Een  zin als "I searched out my companions, who were lost in crystal canyons" is geen natuurbeschrijving maar een referentie aan uit de hand lopend drugsgebruik. Fyfe beschouwt de regel  "I got bored and left them there, they were just dead weight to me" schokkend direct en oordelend, zelfs voor een artiest die zichzelf voortdurend blootgeeft in zijn kunst. Hij beschouwt hen uit die tijd als het ware als dinosaurussen, wat hij in het lied verwoordt als Like the dinosaurs in shrines. Uit de tekst blijkt dat die groep hem als een molensteen om z'n nek hing.
Volgens Thrashers Wheat, een internetarchief over Neil Young dat zich naar dit lied heeft vernoemd, verwijst het woord thrasher naar een dorsmachine, hoewel hier mogelijk ook de dubbele betekenis voor thrasher van toepassing is: hij die afranselt (Wolters Woordenboek, 20e druk 1990).

## Covers
Na zijn eerste release op Rust never sleeps bleef het nummer decennia ongebruikt op de plank liggen. Door andere artiesten werd het ondertussen wel gecoverd. Het verscheen bijvoorbeeld op de albums van Locust Fudge (Flush, 1993), Stephen Fearing (Borrowed tunes, 1994), Madrugada (Everybody knows this is Norway, 2001), The Saint Alvia Cartel (Borrowed tunes II, 2007) en Swanox (A fundamental exprience, 2010).